# Джатва (населённый пункт)
Джа́тва — железнодорожная станция (населённый пункт) в Шимановском районе Амурской области, Россия.
Входит в Селетканский сельсовет.

## География
Станция Джатва стоит на правом берегу реки Большая Пёра.
Станция Джатва расположена в 25 км к юго-востоку от города Шимановск, на Транссибе.
В 2-х километрах восточнее населённого пункта проходит федеральная автотрасса Чита — Хабаровск.

## История
Ж.д.станция основана в 1930 г. как ж.д. разъезд 20-1 км, с 1931 г. современное название по р. Джатва на которой стоит станция.

## Топонимика
Название эвенкийского происхождения от слова дява — вещь. Вероятно, на берегах р. Джатва во время кочевок эвенки оставляли какие-то ненужные в пути вещи.

## Население
| 2002 | 2010 | 2012 | 2013 | 2014 | 2015 | 2016 |
| ---- | ---- | ---- | ---- | ---- | ---- | ---- |
| 9    | ↘7   | ↘5   | ↘4   | →4   | →4   | →4   |
| 2017 | 2018 |      |      |      |      |      |
| →4   | →4   |      |      |      |      |      |

## Инфраструктура
- Станция Джатва Забайкальской железной дороги.